# Wassigny
Wassigny és un municipi francès situat al departament de l'Aisne i a la regió dels Alts de França. L'any 2007 tenia 991 habitants.

## Demografia

### Població
El 2007 la població de fet de Wassigny era de 991 persones. Hi havia 382 famílies de les quals 104 eren unipersonals (28 homes vivint sols i 76 dones vivint soles), 125 parelles sense fills, 129 parelles amb fills i 24 famílies monoparentals amb fills.
La població ha evolucionat segons el següent gràfic:
Habitants censats

### Habitatges
El 2007 hi havia 434 habitatges, 404 eren l'habitatge principal de la família, 12 eren segones residències i 18 estaven desocupats. 367 eren cases i 64 eren apartaments. Dels 404 habitatges principals, 257 estaven ocupats pels seus propietaris, 138 estaven llogats i ocupats pels llogaters i 9 estaven cedits a títol gratuït; 8 tenien una cambra, 36 en tenien dues, 69 en tenien tres, 132 en tenien quatre i 159 en tenien cinc o més. 234 habitatges disposaven pel capbaix d'una plaça de pàrquing. A 182 habitatges hi havia un automòbil i a 125 n'hi havia dos o més.

### Piràmide de població
La piràmide de població per edats i sexe el 2009 era:
| Homes | Edats   | Dones |
| ----- | ------- | ----- |
| 0     | 95 o +  | 4     |
| 0     | 90 a 94 | 8     |
| 0     | 85 a 89 | 4     |
| 4     | 80 a 84 | 0     |
| 24    | 75 a 79 | 28    |
| 12    | 70 a 74 | 24    |
| 8     | 65 a 69 | 16    |
| 20    | 60 a 64 | 16    |
| 20    | 55 a 59 | 36    |
| 52    | 50 a 54 | 36    |
| 48    | 45 a 49 | 52    |
| 44    | 40 a 44 | 48    |
| 32    | 35 a 39 | 56    |
| 32    | 30 a 34 | 12    |
| 44    | 25 a 29 | 36    |
| 28    | 20 a 24 | 20    |
| 44    | 15 a 19 | 48    |
| 32    | 10 a 14 | 56    |
| 28    | 5 a 9   | 24    |
| 20    | 0 a 4   | 8     |

## Economia
El 2007 la població en edat de treballar era de 641 persones, 421 eren actives i 220 eren inactives. De les 421 persones actives 347 estaven ocupades (198 homes i 149 dones) i 74 estaven aturades (31 homes i 43 dones). De les 220 persones inactives 61 estaven jubilades, 46 estaven estudiant i 113 estaven classificades com a «altres inactius».

### Ingressos
El 2009 a Wassigny hi havia 393 unitats fiscals que integraven 983 persones, la mediana anual d'ingressos fiscals per persona era de 13.978 €.

### Activitats econòmiques
Dels 36 establiments que hi havia el 2007, 1 era d'una empresa extractiva, 1 d'una empresa alimentària, 1 d'una empresa de fabricació d'altres productes industrials, 3 d'empreses de construcció, 7 d'empreses de comerç i reparació d'automòbils, 1 d'una empresa de transport, 4 d'empreses d'hostatgeria i restauració, 3 d'empreses financeres, 6 d'empreses de serveis, 7 d'entitats de l'administració pública i 2 d'empreses classificades com a «altres activitats de serveis».
Dels 14 establiments de servei als particulars que hi havia el 2009, 1 era una oficina d'administració d'Hisenda pública, 1 gendarmeria, 1 oficina de correu, 1 una oficina bancària, 1 autoescola, 1 paleta, 1 guixaire pintor, 2 fusteries, 1 perruqueria, 1 veterinari i 3 restaurants.
Dels 4 establiments comercials que hi havia el 2009, 1 era una botiga de més de 120 m², 1 una botiga de menys de 120 m², 1 una botiga de mobles i 1 una joieria.
L'any 2000 a Wassigny hi havia 10 explotacions agrícoles.

## Equipaments sanitaris i escolars
El 2009 hi havia 1 farmàcia i 1 ambulància.
El 2009 hi havia una escola elemental. Wassigny disposava d'un col·legi d'educació secundària amb 205 alumnes.

## Poblacions més properes
El següent diagrama mostra les poblacions més properes.